# István Szabó (físico)
István Szabó (Orosháza, 13 de dezembro de 1906 — Berlim, 21 de janeiro de 1980) foi um engenheiro e matemático alemão de origem húngara.
Estudou física a partir de 1926 na Universidade Técnica de Berlim (TU Berlim) e obteve após um trabalho de três anos nos laboratórios da firma Osram o diploma de engenheiro em 1934.
Após trabalhar em outras indústrias iniciou em 1940 seu trabalho de doutorado na TU Berlim, com o matemático Werner Schmeidler, completando sua tese em 1943. De 1948 a 1975 foi professor de mecânica na mesma universidade. Seu livros Einführung in die Technische Mechanik e Höhere Technische Mechanik tornaram-se clássicos da literatura técnica.
Em suas aulas sobre mecânica técnica sempre destacou o desenvolvimento desta ciência desde a antiguidade até a atualidade. Escreveu também um livro sobre a história da mecânica, Geschichte der mechanischen Prinzipien und ihrer wichtigsten Anwendungen.

## Publicações
- István Szabo: Einführung in die Technische Mechanik. 8. Auflage. Springer, Berlin 1975, ISBN 3-540-44248-0
- István Szabo: Höhere Technische Mechanik. 5. Auflage. Springer, Berlin 1985, ISBN 3-540-67653-8
- István Szabo: Geschichte der mechanischen Prinzipien und ihrer wichtigsten Anwendungen, Birkhäuser, Basel 1979, ISBN 3-7643-1735-3
- István Szabo, Karl Wellnitz, Wolfgang Zander: Mathematik. Hütte Taschenbuch. Springer, Berlin 1974, ISBN 3-540-06246-7
- Rudolf Trostel (Ed.): Aus Theorie und Praxis der Ingenieurwissenschaften: Mathematik, Mechanik, Bauwesen. Festschrift zum 65.Geburtstag von Istvan Szabo. Ernst, Berlin 1971, ISBN 3-433-00579-6